# Колпино
Колпино (рус. Колпино) град је у Русији у Колпинском рејону федералног града Санкт Петербурга.

## Становништво
| 1939.  | 1959.  | 1970.  | 1979.   | 1989.   | 2002.   | 2010.   |
| ------ | ------ | ------ | ------- | ------- | ------- | ------- |
| 37.648 | 34.781 | 70.178 | 113.732 | 141.457 | 136.632 | 138.013 |